# Фурсеев, Альберт Анатольевич
Фурсеев Альберт Анатольевич (12 ноября 1926, Верхнеудинск, СССР — 8 января 1997, Санкт-Петербург, Российская Федерация) — российский советский живописец, член Санкт-Петербургского Союза художников (до 1992 года — Ленинградской организации Союза художников РСФСР).

## Биография
Фурсеев Альберт Анатольевич родился 12 ноября 1926 года в городе Верхнеудинске (с 1934 года — Улан-Удэ). Участник Великой Отечественной войны, воевал на 1-м Белорусском и Дальневосточном фронтах. Демобилизовался в звании старшего сержанта. Награждён медалями "За взятие Берлина", "За победу над Германией", "За победу над Японией".
В 1955 году окончил Рязанское областное художественное училище, в 1960 году — Ленинградский государственный театральный институт. Участвовал в выставках с 1970 года, экспонируя свои работы вместе с произведениями ведущих мастеров изобразительного искусства Ленинграда. Писал портреты, пейзажи, жанровые композиции. Среди основных произведений картины "Будущие авиаторы", "Портрет лётчицы Нади Тимофеевой" (1971), "Лётчик-инструктор В. П. Шамарин" (1972), "Ночной полёт", "Аэропорт" (1977), "В последний бой", "В мае 1945 года. Салют зенитчиков". Член Санкт-Петербургского Союза художников (до 1992 года — Ленинградской организации Союза художников РСФСР).
Скончался 8 января 1997 года в Санкт-Петербурге на 71-м году жизни. 
Произведения А. А. Фурсеева находятся в музеях и частных собраниях в России, Великобритании, Финляндии и других странах.

## Выставки
- 1971 год (Ленинград): Наш современник. Каталог выставки произведений ленинградских художников 1971 года.
- 1972 год (Ленинград): Наш современник. Вторая выставка произведений ленинградских художников.
- 1972 год (Ленинград): По Родной стране. Выставка произведений ленинградских художников.
- 1974 год (Ленинград): Весенняя выставка произведений ленинградских художников.
- 1977 год (Ленинград): Выставка произведений художников - ветеранов Великой Отечественной войны.
- 1978 год (Ленинград): Выставка произведений художников - ветеранов Великой Отечественной войны.и других ленинградских живописцев.
- 1978 год (Ленинград): Осенняя выставка произведений ленинградских художников.
- 1984 год (Ленинград): Подвигу Ленинграда посвящается. Выставка произведений ленинградских художников, посвящённая 40-летию полного освобождения Ленинграда от вражеской блокады.
- 1998 год (Петербург): Выставка произведений художников - ветеранов Великой Отечественной войны.